# Estación de Ópera
Ópera es una estación de las líneas 2, 5 y Ramal del Metro de Madrid situada bajo la Plaza de Isabel II, en el distrito Centro de Madrid. La estación permite acceder a una zona con hitos turísticos como Teatro Real, la Plaza de Oriente y el Palacio Real. El nombre de esta estación proviene de situarse junto al teatro de la ópera de Madrid, el Teatro Real.

## Historia
La estación fue abierta al público el 27 de diciembre de 1925 para las líneas 2 y Ramal con el nombre de «Isabel II», por la plaza en la que se situaba. Los andenes de las líneas 2 y Ramal están situados al mismo nivel, siendo los de la primera de 60 m y los de la segunda más cortos en un principio, aunque luego se ampliaron en longitud a 60 m y en anchura.
Tras la proclamación de la Segunda República, el 14 de abril de 1931, las nuevas autoridades aprobaron por Decreto de 20 de abril la supresión de todas las denominaciones que hicieran referencia a la Monarquía. Por ello, el 24 de junio la estación pasó a denominarse «Ópera». Ese mismo año, la plaza también cambió su nombre por el del capitán Fermín Galán, uno de los responsables de la fallida sublevación que en 1930 trató de derrocar al rey Alfonso XIII. El 5 de junio de 1937 la estación volvería a cambiar su nombre a propuesta del Ayuntamiento para que este coincidiera con el de la plaza. Sin embargo, el establecimiento de la dictadura de Francisco Franco tras derrotar a las fuerzas republicanas en la Guerra Civil, supuso un nuevo cambio en las denominaciones de distintas calles, estaciones, etc. Por ello, en 1939 la plaza volvió a ser «de Isabel II», y la estación de metro recuperó el nombre de «Ópera» que lleva desde entonces.
Antes de entrar en funcionamiento la línea 5, la estación contaba con una entrada diferente a la actual, perpendicular a la calle Arenal en vez de paralela.
El 5 de junio de 1968 se abrieron al público los andenes de la línea 5, situados a mayor profundidad y de 90 m de largo.
La estación ha sido parcialmente reformada cambiando paredes y bóvedas entre 2003 y 2004.
El 23 de marzo de 2011 se reinauguró la estación, que estuvo en obras para la mejora de la accesibilidad. Actualmente dispone de un nuevo vestíbulo de 821 m² (previamente tenía 114), y se instalaron 3 ascensores, uno del vestíbulo a la calle y dos del vestíbulo a los diferentes andenes, así como varias escaleras mecánicas. Tras esta reforma, la entrada a la estación se trasladó de un lateral de la plaza a una nueva en el centro, con dos escaleras y un ascensor.
Asimismo, en la estación se integraron los restos arqueológicos de la antigua Fuente de los Caños del Peral, que fueron descubiertos durante las obras, mediante la creación de un museo subterráneo.

## Accesos
Vestíbulo Plaza de Isabel II
- Arenal Pza. Isabel II, 9 (esquina C/ Arenal)
- Campomanes Pza. Isabel II, 5 (cerca de C/ Campomanes y C/ Arrieta). Para Teatro Real
- Ascensor Pza. Isabel II, 8

## Líneas y conexiones

Mapa con los accesos a la estación de Metro y los recorridos y las paradas de autobús de la zona hasta agosto de 2019.

### Metro
| << cabecera      | < estación     | línea | estación >    | cabecera >>    |
| ---------------- | -------------- | ----- | ------------- | -------------- |
| Las Rosas        | Sol            |       | Santo Domingo | Cuatro Caminos |
| Alameda de Osuna | Callao         |       | La Latina     | Casa de Campo  |
| final de línea   | final de línea |       | Príncipe Pío  | Príncipe Pío   |

### Autobuses
En agosto de 2019, las líneas con destino la plaza de Isabel II fueron desviadas debido a las obras de la calle Bailén, estableciendo su cabecera en la aledaña Plaza de España. Esta modificación de itinerario se hizo definitiva el 19 de noviembre de 2021, con el fin de las obras, tras una reorganización viaria en la zona. Las líneas modificadas son la 25, 39 y la interurbana 500.

## Curiosidades
- El comienzo de la película Ópera prima de Fernando Trueba se rodó en la boca de metro de esta estación.
- Tras una de las paredes del andén de la línea 2 se encuentra la Fuente de los Caños del Peral. Debido a las obras que se produjeron a partir de 1809 con la creación del Teatro Real y la posterior ordenación de la plaza de Isabel II, enterraron esta fuente, formada por un gran pilón de granito de la Cabrera con un número de entre seis y siete caños, separado del arroyo del Arenal mediante un pretil. La histórica fuente fue descubierta durante la remodelación de la estación en 1991 y se creó un museo bajo tierra para poder visitar los restos.[4][5]

## Galería de imágenes

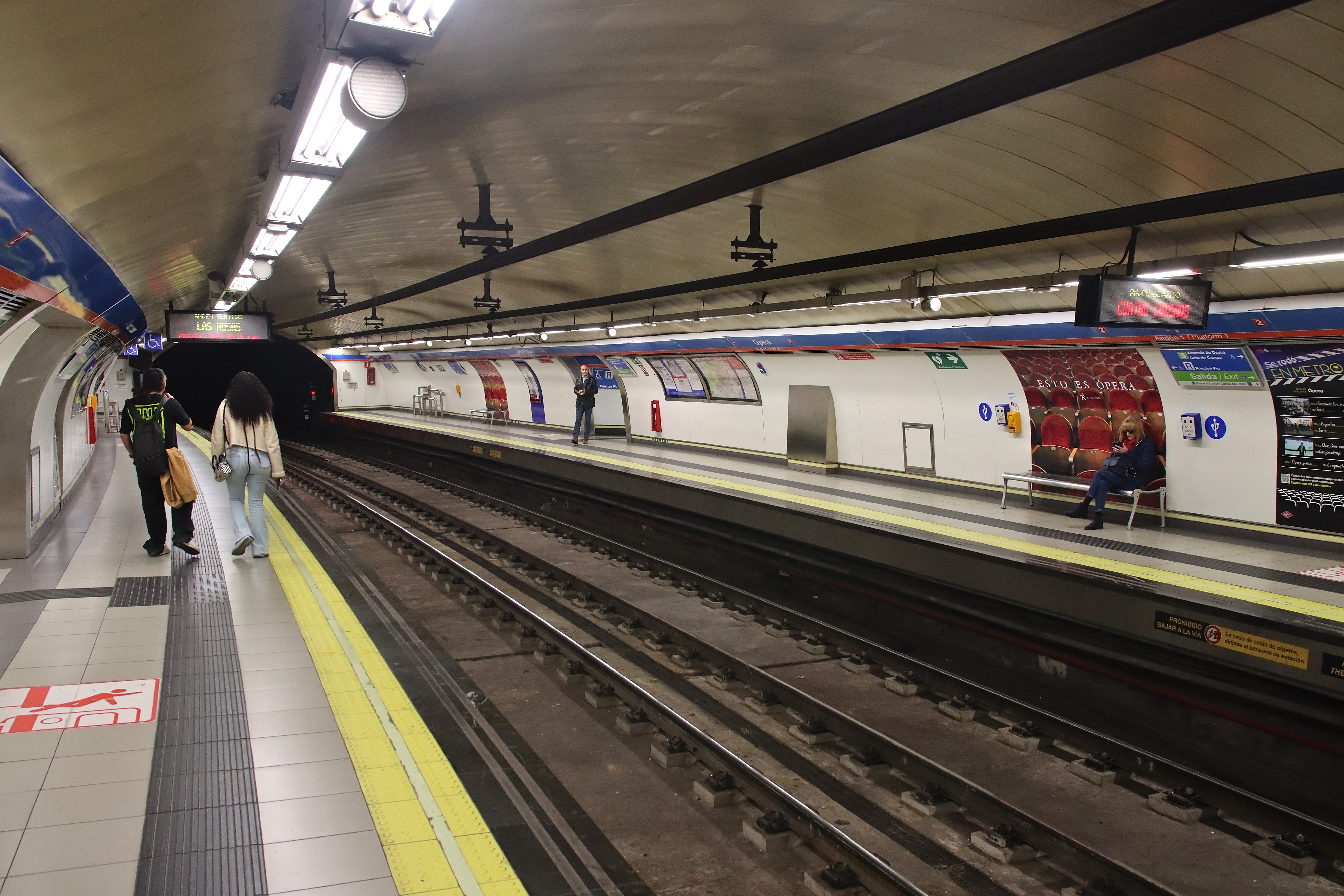
Estación de la línea 2.
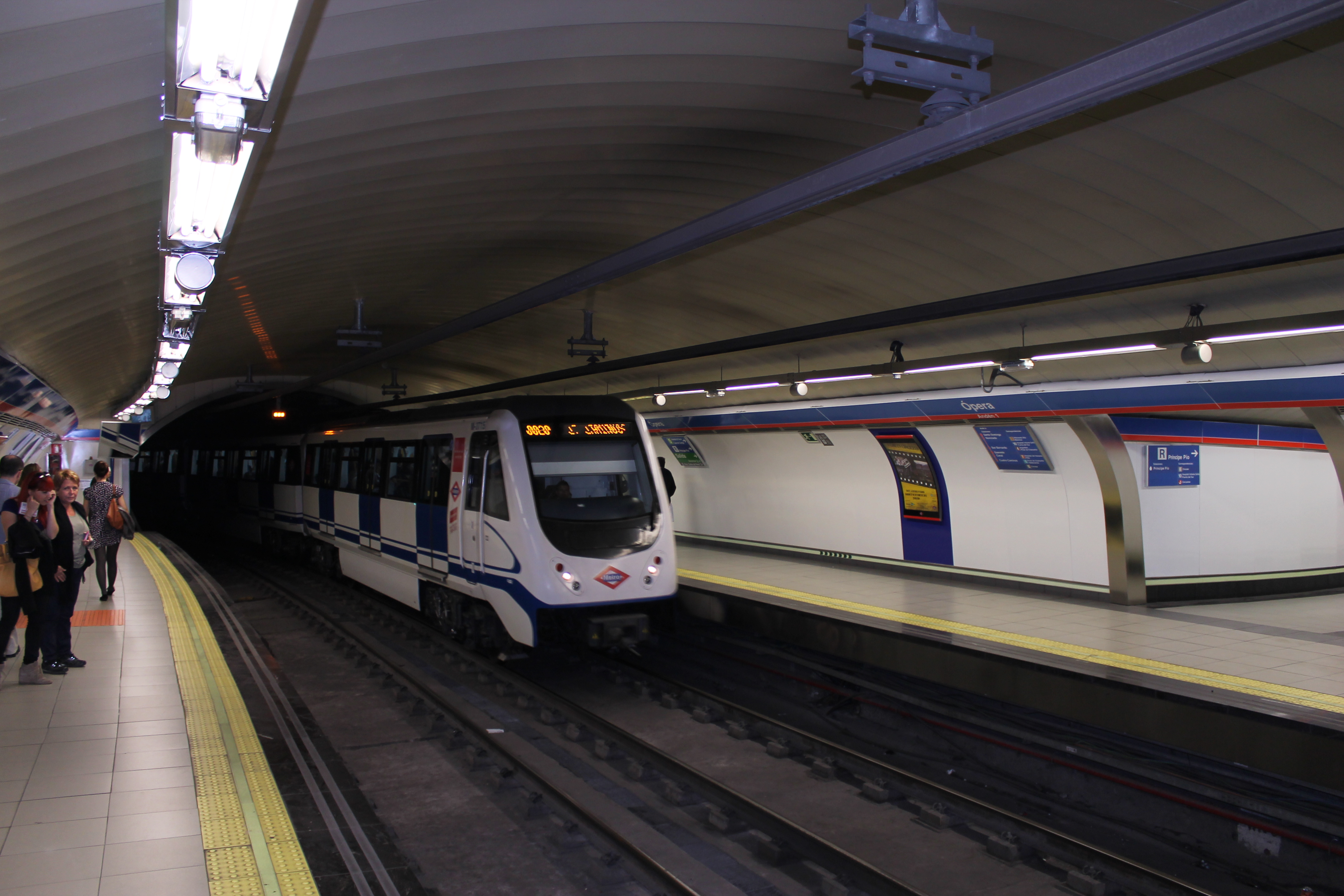
Tren de la serie 3000 entrando en la estación, línea 2.
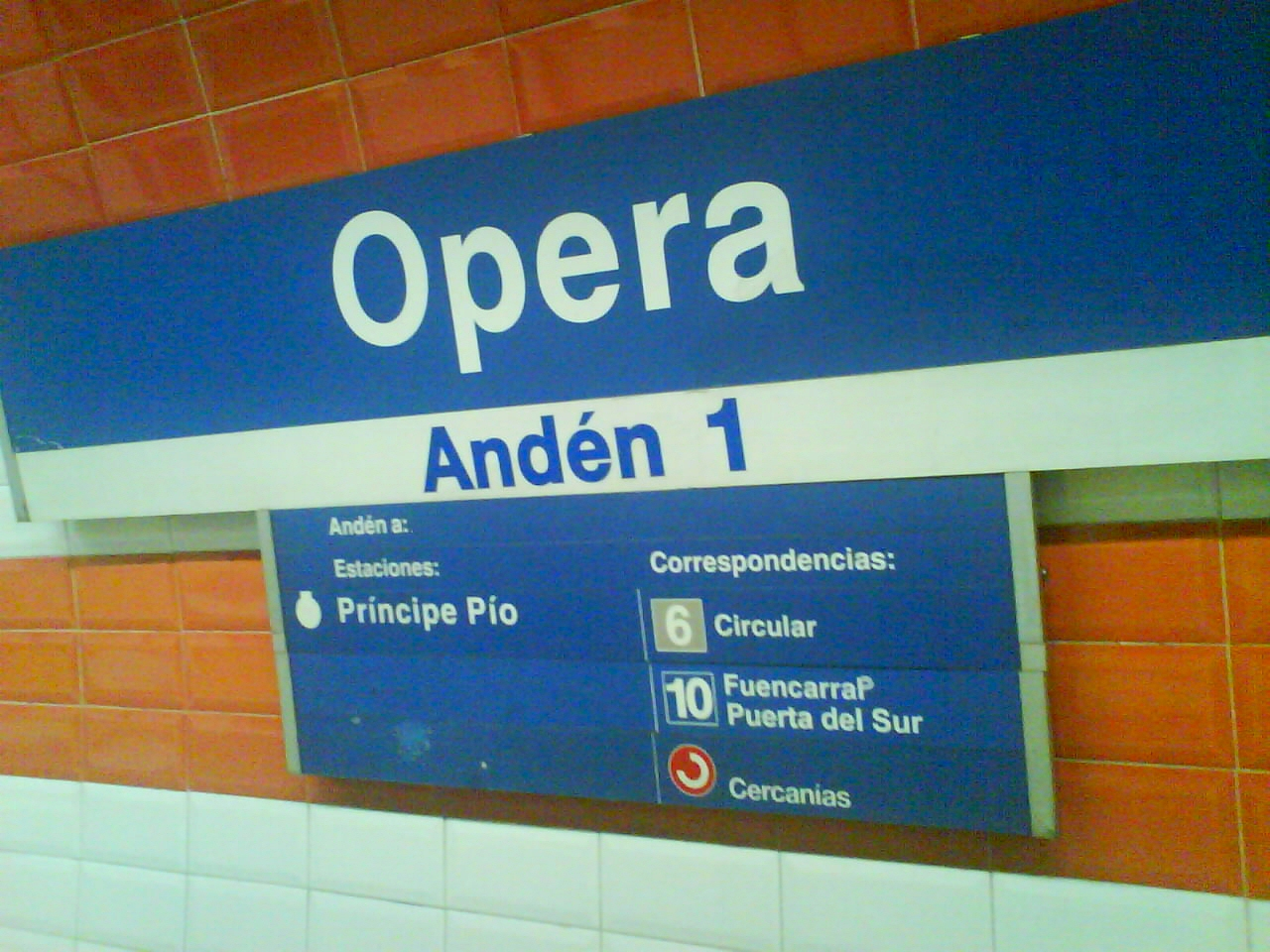
Cartel de estación en línea Ramal (2006).
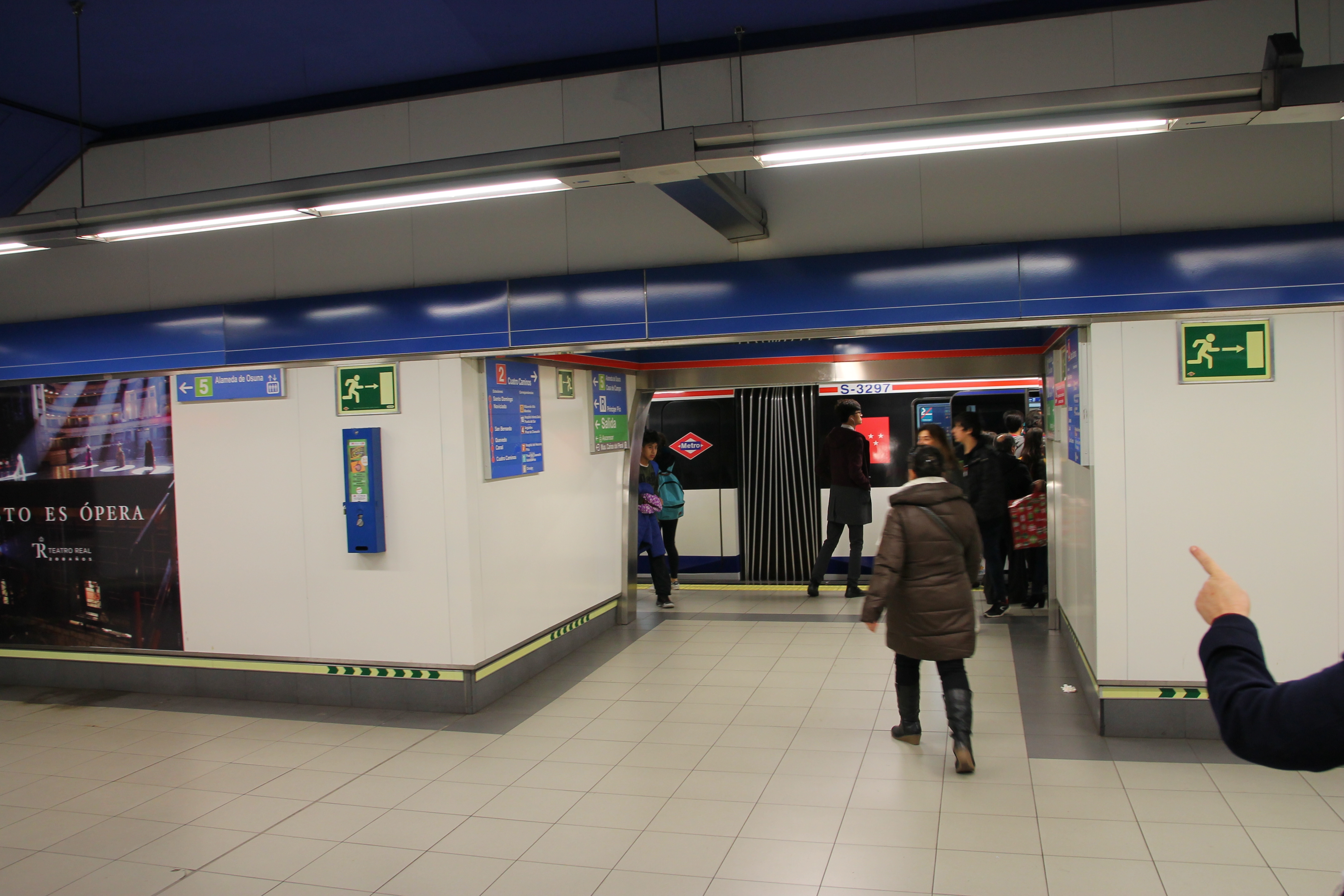
Conexión entre L2 y Ramal.
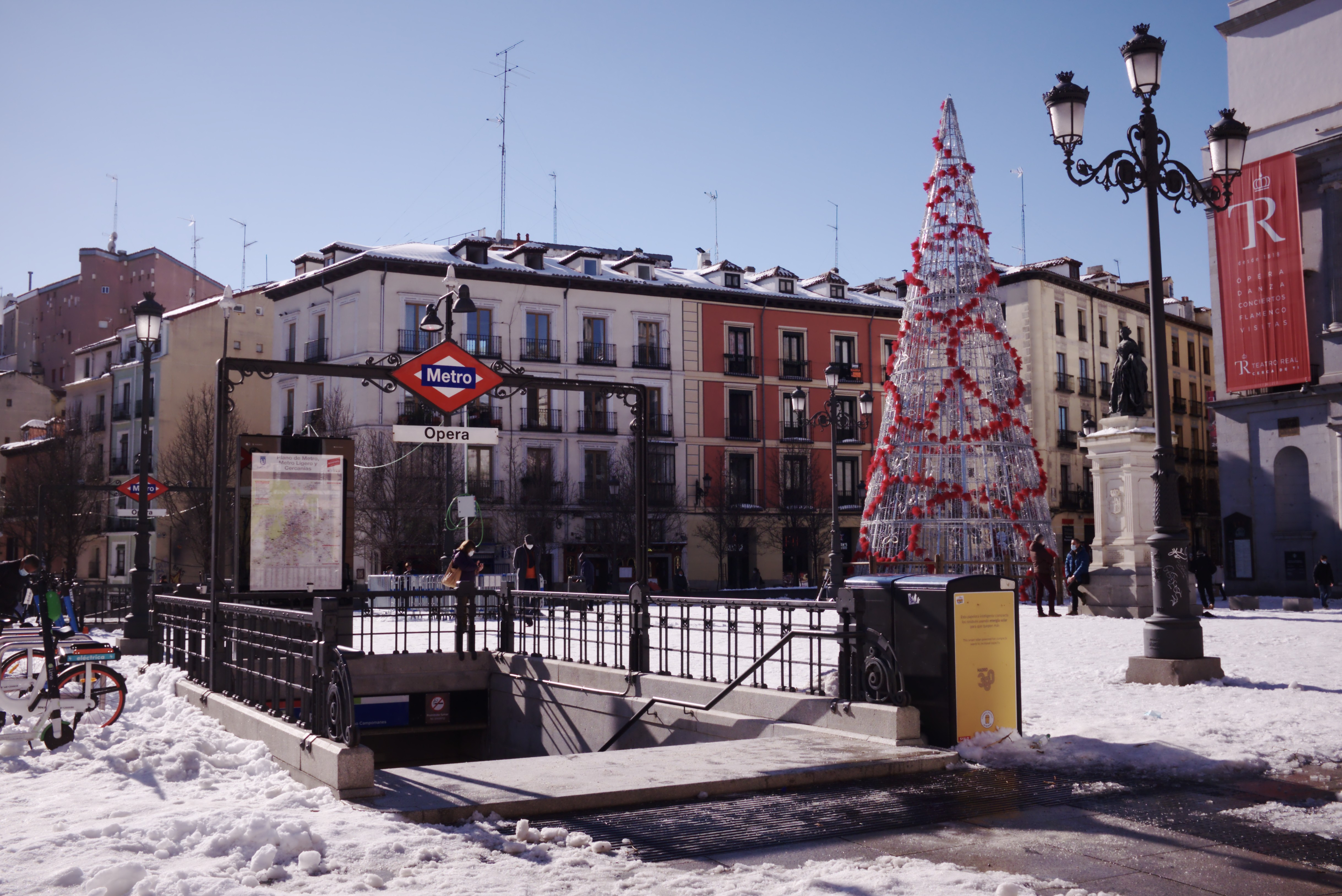
Acceso a la estación con nieve en 2021.